# Европско првенство у атлетици у дворани 2013 — 400 метара за жене
Такмичење у трчању на 400 метара у женској конкуренцији на Европском првенству у атлетици у дворани 2013. у Гетеборгу је одржано од 1. до 3. марта у спортској дворани Скандинавијум.
Титулу освојену 2011. у Паризу, бранила је Дениса Росолова из Чешке.
На такмичењу су постигнута 4 национална рекорда (Финска, Норвешка 2х и Шведска), светски и европски најбољи резултат сезоне, 6 личних рекорда а 12 такмичарки су поправиле најбоље личне резултате у сезони.

## Земље учеснице
Учествовало је 20 атлетичарки из 15 земаља.
| - Јерменија (1) - Хрватска (1) - Чешка (2) - Финска (1) - Француска (1) | - Уједињено Краљевство (3) - Италија (2) - Холандија (1) - Норвешка (1) - Румунија (2) | - Русија (1) - Шпанија (1) - Шведска (1) - Швајцарска (1) - Украјина (1) |

## Рекорди
| Рекорди пре почетка Европског првенства 2013. | Рекорди пре почетка Европског првенства 2013. | Рекорди пре почетка Европског првенства 2013. | Рекорди пре почетка Европског првенства 2013. | Рекорди пре почетка Европског првенства 2013. | Рекорди пре почетка Европског првенства 2013. |
| --------------------------------------------- | --------------------------------------------- | --------------------------------------------- | --------------------------------------------- | --------------------------------------------- | --------------------------------------------- |
| Светски рекорд                                | Јармила Кратохвилова                          | Чехословачка                                  | 49,59                                         | Милано, Италија                               | 7. март 1982.                                 |
| Европски рекорд                               | Јармила Кратохвилова                          | Чехословачка                                  | 49,59                                         | Милано, Италија                               | 7. март 1982.                                 |
| Рекорди европских првенстава                  | Јармила Кратохвилова                          | Чехословачка                                  | 49,59                                         | Милано, Италија                               | 7. март 1982.                                 |
| Најбољи светски резултат сезоне у дворани     | Наташа Хејстингс                              | Сједињене Америчке Државе                     | 50,88                                         | Бирмингем, Уједињено Краљевство               | 16. фебруар 2013.                             |
| Најбољи европски резултат сезоне у дворани    | Ксенија Усталова                              | Русија                                        | 51,31                                         | Москва, Русија                                | 13. фебруар 2013.                             |
| Рекорди после Европског првенства 2013.       |                                               |                                               |                                               |                                               |                                               |
| Најбољи светски резултат сезоне у дворани     | Пери Шејкс Дрејтон                            | Уједињено Краљевство                          | 50,85                                         | Гетеборг, Шведска                             | 3. март 2013.                                 |
| Најбољи европски резултат сезоне у дворани    | Пери Шејкс Дрејтон                            | Уједињено Краљевство                          | 50,85                                         | Гетеборг, Шведска                             | 3. март 2013.                                 |

### Најбољи европски резултати у 2013. години
Десет најбољих европских тркачица на 400 метара у дворани 2013. године пре почетка првенства (1. марта 2013), имале су следећи пласман на европској и светској ранг листи. (СРЛ)
| 1  | Ксенија Усталова   | Русија               | 51,31 | 13. фебруар | 2. СРЛ  |
| 2  | Пери Шејкс Дрејтон | Уједињено Краљевство | 51,37 | 16. фебруар | 3. СРЛ  |
| 3  | Ејли Чајлд         | Уједињено Краљевство | 51,50 | 16. фебруар | 5. СРЛ  |
| 4  | Мари Гајо          | Француска            | 51,98 | 17. фебруар | 8. СРЛ  |
| 5  | Зузана Хејнова     | Чешка                | 52,13 | 9. фебруар  | 10. СРЛ |
| 6  | Ксенија Задорина   | Русија               | 52,24 | 12. фебруар | 14. СРЛ |
| 7  | Margaret Adeoye    | Уједињено Краљевство | 52,35 | 24. фебруар | 17. СРЛ |
| 8  | Надежда Котљарова  | Русија               | 52,38 | 25. јануар  | 20. СРЛ |
| 9  | Олга Тованова      | Русија               | 52,46 | 13. фебруар | 22. СРЛ |
| 10 | Дениса Росолова    | Чешка                | 52,55 | 3. фебруар  | 24. СРЛ |

Такмичарке чија су имена подебљана учествују на ЕП 2013.

## Сатница
| Датум         | Време | Коло          |
| ------------- | ----- | ------------- |
| 1 март 2013   | 11:00 | Квалификације |
| 2. март 2013  | 16:35 | Квалификације |
| 3. март 2013. | 11:45 | Финале        |

## Освајачи медаља
|                                          |                                  |                     |
| Пери Шејкс Дрејтон, Уједињено Краљевство | Ејли Чајлд, Уједињено Краљевство | Моа Јелмер, Шведска |

## Резултати

### Квалификације
Атлетичарке су били подељене у четири групе. За финале су се директно квалификовале по 2 првопласиране из све четири групе (КВ) и још четири према постигнутом резултату (кв).
| Место | Група | Стаза | Атлетичарка            | Земља                | ЛР    | ЛРС   | Резултат | Белешка |
| ----- | ----- | ----- | ---------------------- | -------------------- | ----- | ----- | -------- | ------- |
| 1     | 1     | 6     | Пери Шејкс Дрејтон     | Уједињено Краљевство | 51,37 | 51,37 | 51,70    | КВ      |
| 2     | 3     | 6     | Ејли Чајлд             | Уједињено Краљевство | 51,50 | 51,50 | 52,05    | КВ      |
| 3     | 2     | 6     | Ангела Морошану        | Румунија             | 51,93 | 52,68 | 52,07    | КВ, ЛРС |
| 4     | 3     | 5     | Дениса Росолова        | Чешка                | 51,73 | 52,66 | 52,20    | КВ      |
| 5     | 2     | 5     | Ксенија Усталова       | Русија               | 51,31 | 51,31 | 52,23    | КВ      |
| 6     | 3     | 4     | Ела Ресенен            | Финска               | 52,99 | 52,99 | 52,37    | кв, НР  |
| 7     | 1     | 3     | Моа Јелмер             | Шведска              | 52,29 | 52,29 | 52,87    | КВ, ЛРС |
| 8     | 1     | 5     | Мадиа Хафор            | Холандија            | 52,66 | 52,66 | 52,88    | кв      |
| 9     | 2     | 3     | Шана Кокс              | Уједињено Краљевство | 52,13 | 52,97 | 52,99    | кв      |
| 10    | 3     | 3     | Лине Колостер          | Норвешка             | 53,25 | 53,25 | 53,15    | кв, НР  |
| 11    | 4     | 6     | Зузана Хејнова         | Чешка                | 52,13 | 52,13 | 53,20    | КВ      |
| 12    | 2     | 4     | Олга Земљак            | Украјина             | 52,67 | 53,57 | 53,26    | ЛРС     |
| 13    | 4     | 5     | Мари Гајо              | Француска            | 51,98 | 51,98 | 53,49    | КВ      |
| 14    | 4     | 4     | Аури Лорена Бокеса     | Шпанија              | 53,25 | 53,25 | 53,61    |         |
| 15    | 1     | 4     | Марија Енрика Спача    | Италија              | 53,00 | 53,39 | 53,79    |         |
| 16    | 4     | 3     | Alina Andreea Panainte | Румунија             | 53,23 | 53,23 | 53,98    |         |
| 17    | 1     | 2     | Леа Шпрунгер           | Швајцарска           | 54,14 | 54,14 | 54,45    |         |
| 18    | 2     | 2     | Кјара Бацони           | Италија              | 53,78 | 53,78 | 54,55    |         |
| 19    | 3     | 2     | Анита Бановић          | Хрватска             | 54,21 | 54,21 | 55,00    |         |
| 20    | 4     | 2     | Амалија Шаројан        | Јерменија            | 54,85 | 55,67 | 56,35    |         |

### Полуфинале
За финале су се директно пласирале по три првопласиране такмичеарке из обе полуфиналне групе (КВ).
| Место | Група | Стаза | Атлетичарка        | Земља                | Резул. | Бел.        |
| ----- | ----- | ----- | ------------------ | -------------------- | ------ | ----------- |
| 1     | 2     | 6     | Пери Шејкс Дрејтон | Уједињено Краљевство | 51,03  | КВ, ЕРС, ЛР |
| 2     | 2     | 5     | Зузана Хејнова     | Чешка                | 51,27  | КВ, ЛР      |
| 3     | 2     | 4     | Дениса Росолова    | Чешка                | 52,12  | КВ, ЛРС     |
| 4     | 1     | 5     | Ејли Чајлд         | Уједињено Краљевство | 52,29  | КВ          |
| 5     | 1     | 3     | Моа Јелмер         | Шведска              | 52,38  | КВ, ЛРС     |
| 6     | 2     | 1     | Лине Колостер      | Норвешка             | 52,78  | НР          |
| 7     | 2     | 2     | Ела Ресенен        | Финска               | 52,84  |             |
| 8     | 1     | 1     | Шана Кокс          | Уједињено Краљевство | 52,86  | КВ, ЛРС     |
| 9     | 1     | 2     | Мадиа Хафор        | Холандија            | 53,12  |             |
| 10    | 2     | 3     | Мари Гајо          | Француска            | 53,38  |             |
| —     | 1     | 6     | Ангела Морошану    | Румунија             | Диск.  | Чл. 163.2   |
| —     | 1     | 4     | Ксенија Усталова   | Русија               | НЗ     |             |

### Финале
Финале је одржано у 11,15.
| Место | Стаза | Атлетичарка        | Земља                | Резул. | Бел.    |
| ----- | ----- | ------------------ | -------------------- | ------ | ------- |
|       | 5     | Пери Шејкс Дрејтон | Уједињено Краљевство | 50,85  | СРС, ЛР |
|       | 6     | Ејли Чајлд         | Уједињено Краљевство | 51,45  | ЛР      |
|       | 4     | Моа Јелмер         | Шведска              | 52,04  | НР      |
| 4     | 3     | Зузана Хејнова     | Чешка                | 52,12  |         |
| 5     | 2     | Дениса Росолова    | Чешка                | 52,71  |         |
| 6     | 1     | Шана Кокс          | Уједињено Краљевство | 53,15  |         |